# Chiesa di Santa Maria Assunta (Valtorta)
La chiesa di Santa Maria Assunta è il principale luogo di culto cattolico di Valtorta, in provincia e diocesi di Bergamo; fa parte del vicariato di Branzi-Santa Brigida-San Martino oltre la Goggia.

## Storia
Già dal XII secolo vi era una chiesa battesimale in località Valtorta dedicata a Santa Maria resasi indipendente dal quella arcipresbiteriale di San Pietro di Primaluna verso la fine del XIII secolo con decreto dell'arcivescovo di Milano, risulta infatti che una nuova chiesa era stata edificata sui resti di un antico oratorio e consacrata il 5 febbraio 1230 festività di sant'Agata. Il nuovo edificio fu varie volte rimaneggiato e modificato. Nella seconda metà del Quattrocento furono eseguiti lavori di ricostruzione con la consacrazione del cardinale di Milano Stefano Nardini il 1º agosto 1500.
La chiesa fu visitata da san Carlo Borromeo arcivescovo di Milano nel 1566 e nel 1588. Gli atti della visita del 23 e 24 ottobre 1566 descrivono la chiesa come “abbastanza bella e decorata”, l'altare maggiore “che ha una bella pala” e la presenza dell'altare dedicato a san Biagio, al Santissimo Sacramento e ai santi Rocco e Sebastiano. Il santo indicherà la necessità di dotare la chiesa di un fonte battesimale e di una zona cimiteriale esterna all'edificio. Nella visita del 1588 il covisitatore delegato, monsignore Giovanni Maria Massio, riportò sugli atti l'obbligo di dotare la chiesa di un battistero, quindi ancora non si era adempiuto a quanto già indicato, e di chiudere un l'ingresso principale con un portale.
La chiesa entrò a far parte della diocesi di Bergamo con la bolla pontificia del 13 novembre 1786 del papa Pio VI staccandosi dalla pieve milanese di Primaluna. Negli ultimi anni del XIX secolo la chiesa si presentava ammalorata e non più idonea ad accogliere i fedeli di Valtorta, si decide la sua ricostruzione. Il nuovo progetto fu affidato a don Antonio Piccinelli. La prima pietra fu benedetta il 19 luglio 1898.
Nel 1907 l'edificio era ultimato e fu consacrato il 21 luglio dal vescovo di Bergamo Giacomo Radini-Tedeschi accompagnato da Giuseppe Roncalli poi papa. Durante la cerimonia il vescovo fece calare le campane per poter benedire. La nuova costruzione non rimosse gli affreschi cinquecenteschi posti all'esterno che furono restaurati nel 1985.
Il 27 maggio 1979 con decreto del vescovo Giulio Oggioni la chiesa fu inserita nel vicariato di Branzi-Santa Brigida-San Martino oltre la Goggia.

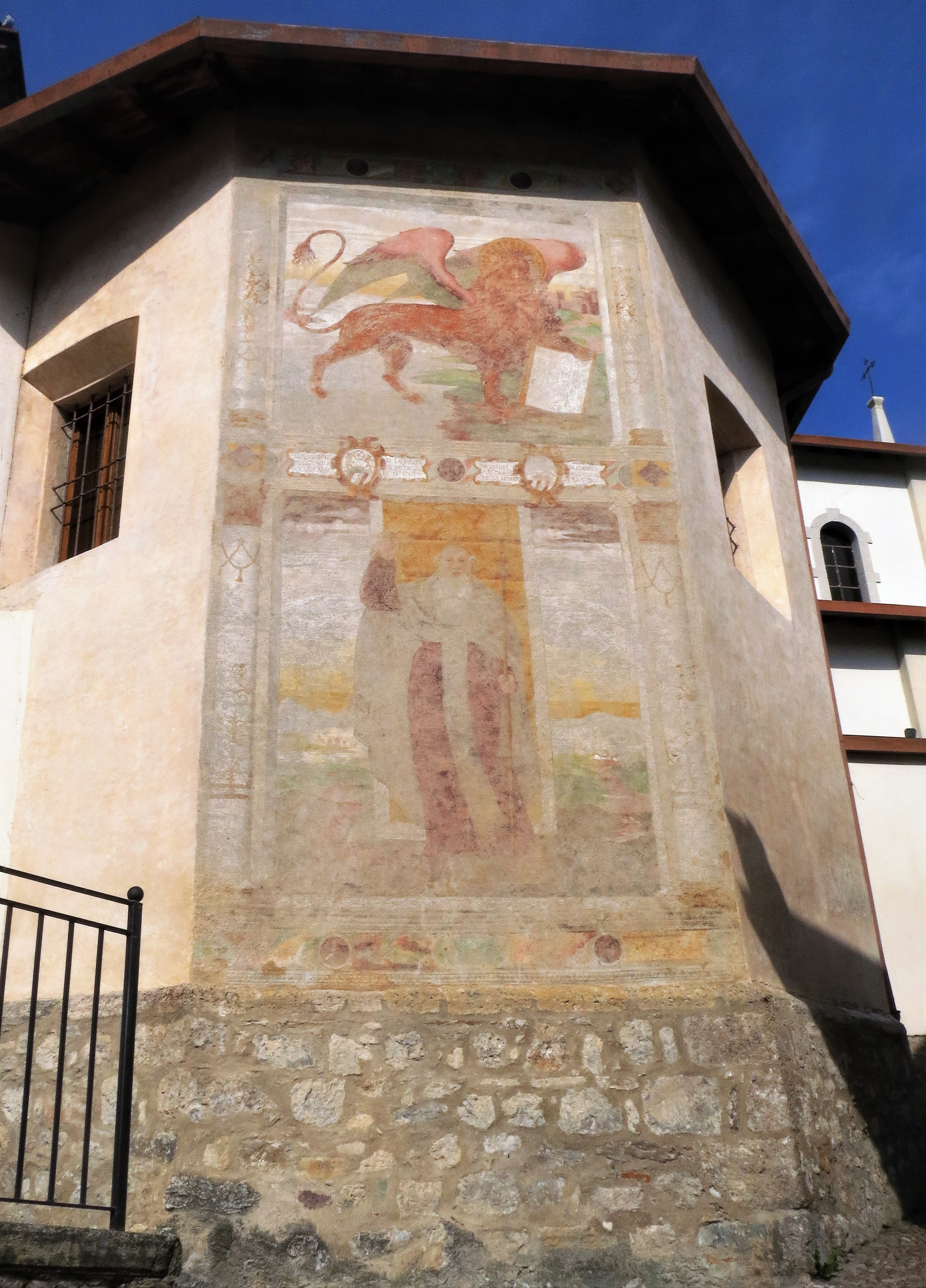
Affreschi sulla parete della chiesa di Santa Maria Assunta

## Descrizione

### Esterno
L'edificio di culto si presenta con la facciata risulta a nord preceduta dal sagrato con pavimentazione a ciottoli di fiume con disegno geometrico. La facciata a salienti è tripartita da quattro lesene con l'ampia zoccolatura che percorre tutta la facciata, e terminanti con il pinnacolo. La sezione centrale più ampia delle laterali, ospita l'ingresso principale, rialzato di quattro gradini, con contorno in pietra composto da paraste e architrave che reggono il timpano triangolare. La porta lignea e centinata. La parte superiore presenta una trifora e un oculo atti a illuminare l'aula. La sezione termina con il timpano triangolare culminante con un pinnacolo. Le due sezioni laterali terminanti con il cornicione, si presentano con due nicchie ospitanti le statue dei santi Giuseppe e Francesco d'Assisi.
La parete laterale esterna conserva affreschi del Cinquecento inseriti in una cornice architettonica e raffiguranti il Leone alato di San Marco e sant'Antonio abate benedicente nonché i blasoni dei committenti della famiglia dei Annovazzi e Regazzoni.
Il campanile in muratura si sviluppa su tre settori e nel terzo è presente l'orologio. La cella campanaria è in pietra di serizzo rossa.

### Interno
L'interno a pianta rettangolare si sviluppa su tre navate divise da archi poggianti su colonne. Le due navate laterali di misura inferiore rispetto a quella centrale hanno volte a crociera e due cappelle complete di altari in legno dorato. L'altare posto a sinistra proviene dall'antica chiesa, quello a sinistra è dedicato a san Carlo Borromeo. Queste hanno in controfacciata la zona penitenziale con due confessionali in noce. La navata sinistra presenta nella seconda campata, un accesso al battistero avente pianta semiottagonale. Nella terza campata vi è il pulpito ligneo. La quarta campata era l'antica abside poi ingresso ai locali sagrestia.
La navata centrale ha copertura da botte lunetta, e nella parte superiore presenta dieci aperture ad arco, cinque poste a ogni lato.
La zona presbiteriale dalla medesima misura della navata centrale, è preceduta da tre gradini, con volta da cupola a pennacchi. La parte termina con il coro semivoltato a ombrello dove vi sono due aperture che illuminano la parte del presbiterio.
La chiesa conserva opere di notevole interesse tra cui due polittici rinascimentali. Il Polittico di sant'Antonio databile agli inizi del Cinquecento, forse di provenienza dell'antico oratorio di Sant'Antonio. Questi si sviluppa in sei tavole poste su due livelli. In quello inferiore vi sono laterali l'immagine di san Lorenzo con la palma e la graticola, e a destra sant'Agositno, metre centrale l'opera lignea della Madonna in adorazione del Bambino dormiente. Il livello superiore raffigura san Sebastiano, san Girolamo e centrale l'immagine di sant'Antonio Abate con il bastone e il campanello. Conclude il polittico la lunetta con Dio Padre benedicente a a financo in due triangoli l'angelo annunciante a sinistra e l'annunciata a destra. Il polittico è stato oggetto di restauro nel 1990 a opera della Provincia di Bergamo in persona di Sandro Allegretti. Uno proviene dalla chiesa della Torre. Vi sono una Madonna e santa Caterina dono di Antonio Busi nel 1647, la Madonna del santo Rosario dono dei Simone Busi del 1648, e la Madonna su rame lavoro di Pietro Mera detto il Fiammingo descritto e ammirato nel 1643 dal vescovo di Milano Cesare Monti.